# Aiden Ashley
Aiden Ashley (St. Johns, 31 ottobre 1988) è un'attrice pornografica statunitense.

## Biografia
Nata in Arizona, dopo aver lavorato dai sedici ai diciotto anni in uno stripclub, ha debuttato per la prima volta nell'industria del cinema per adulti nel novembre 2009, interpretando esclusivamente scene lesbiche. Da allora ha lavorato per studi come Vivid Entertainment, Mile High, Pure Play Media, Wicked Pictures ed Elegant Angel. Nel luglio 2011 ha firmato un contratto contratto con la Axel Braun Productions.
Successivamente ha ricevuto svariate candidature sia agli XBIZ che agli AVN Award, tra cui in quest'ultimo nelle sezioni miglior attrice e performer nel quadriennio 2020-2023, riuscendo a vincere poi nel 2023 nella categoria Girl/Girl Performer of the Year.

## Riconoscimenti
XBIZ Awards
- 2023 - Girl/ Girl Performer of the Year[5]
- 2025 - Best Sex Scene - Couples - Themed Movie per American Stud con Seth Gamble[6]

XRCO Award
- 2021 - Unsung Siren[7]

NightMoves Award
2014 - Miss Congeniality a pari merito con Dillion Harper